# Rusina käseri
Rusina käseri là một loài bướm đêm trong họ Noctuidae.